# Johnny Carey
John James Carey (23 de febrer de 1919 - 22 d'agost de 1995), conegut com a Johnny Carey o Jackie Carey, fou un futbolista irlandès de la dècada de 1940 i entrenador.
Pel que fa a clubs, defensà els colors de Manchester United FC, essent capità de l'equip entre 1946 i 1953. Fou internacional amb la selecció d'Irlanda unificada (IFA) i amb l'Estat Lliure d'Irlanda (FAI). Com a entrenador destacà a Blackburn Rovers FC, Everton FC, with Nottingham Forest FC o la selecció d'Irlanda.

## Palmarès
Manchester United
- FA Cup (1): 1948
- First Division (1): 1951-52
- FA Charity Shield (1): 1952